# Robin Hood (2010)
Robin Hood ist ein US-amerikanisch-britischer Abenteuerfilm des Regisseurs Ridley Scott aus dem Jahr 2010. Die Produktion eröffnete am 12. Mai 2010 die 63. Filmfestspiele von Cannes. Einen Tag später startete der Film in den deutschsprachigen Kinos. Der Film erzählt eine fiktive Vorgeschichte zur eigentlichen Robin-Hood-Legende. Die Filmhandlung spielt im Jahr 1199. Reale historische Personen und Gegebenheiten aus dem 12. Jahrhundert wurden in die Handlung integriert.

## Handlung
Robin Longstride ist ein erfahrener Soldat, der an der Seite von König Richard Löwenherz im Dritten Kreuzzug kämpfte und nun mit den Soldaten des Königs auf dem Rückweg vom Heiligen Land nach England ist. Nun gilt es nur noch, eine französische Burg, deren Bewohner sich der Belagerung verzweifelt zur Wehr setzen, zu plündern, um nach England überzusetzen. Da Robin in der Gegenwart des Königs den Kreuzzug und insbesondere das Massaker von Akkon anprangert, werden er sowie drei seiner Männer – Little John, Alan A’Dayle und Will Scarlett – in den Pranger gespannt und sind so nicht dabei, als die Männer König Richards erneut die Burg einzunehmen versuchen. Dabei wird der König jedoch von einem Armbrustbolzen eines französischen Kochs tödlich in den Hals getroffen. Dem englischen Heer fehlt somit der Anführer. In dem folgenden Durcheinander befreit ein junger Soldat die vier aus dem Block. Robin entschließt sich, das Heer zu verlassen und eigene Wege zu gehen, die drei anderen folgen ihm.
In der Zwischenzeit findet ein Geheimtreffen von Godfrey, einem Feldherrn des englischen Königs Richard Löwenherz, mit Philipp II., dem König von Frankreich, statt. Beide kommen darin überein, Richard Löwenherz zu töten. Auf einer Straße zur Küste soll das Attentat erfolgen; beide Männer wissen noch nicht, dass Richard bereits tot ist. Godfrey soll sich danach das Vertrauen von Richards Bruder und Nachfolger Prinz John sichern und gleichzeitig das englische Volk zum Bürgerkrieg aufwiegeln, um dem Franzosenkönig Philipp eine Invasion in England zu ermöglichen.
Doch der Plan misslingt: Zwar töten die Soldaten Godfreys die englischen Ritter, die dem Heer voranreiten, doch statt des Königs führte der Trupp nur dessen Herrschaftsinsigne, die königliche Krone, mit, um sie zurück nach London zu bringen. Robin, Will Scarlett, Little John und Alan A’Dayle können Godfreys Männer vertreiben. Ein Pfeil Robins verletzt dabei Godfrey im Gesicht, dieser kann aber entkommen. Das Pferd Richards, auf dem sich in einer Tasche die Krone des Königs von England befindet, konnte sich losreißen. Da das fliehende Pferd Robin und seinen Männern in die Arme läuft, können diese die Königskrone an sich nehmen. Ein sterbender englischer Ritter namens Sir Robert Loxley, ein Adjutant König Richards, vertraut Robin dabei sein Schwert an und äußert als letzte Bitte, seinem Vater in England, Sir Walter Loxley von Nottingham, von seinem Tod zu berichten und ihm das wertvolle Schwert zu übergeben.
Um sicher die Heimreise nach England zu gewährleisten, übernehmen die vier die Ritterkleidung und Identität der getöteten Ritter; Robin Longstride nimmt den Namen von Sir Robert Loxley, an, nimmt die Krone an sich und gelangt mit seinen Männern so nach London. Hier übergibt er die Krone an Eleonore von Aquitanien, die Mutter von Richard Löwenherz, die wiederum ihren jüngsten Sohn John zum neuen König ernennt. John erweist sich nicht nur als politisch ungeschickt, da er gegen den Rat seiner Mutter die Französin Isabella von Angoulême heiraten will, sondern auch als unbarmherzig, da er dem durch die Kosten von Richards Kriegen schon stark belasteten Land eine weitere Steuererhöhung aufbürdet und den alten, Richard-treuen Schatzkanzler William Marshal entmachtet und durch Godfrey ersetzt. Mit Johns Wissen beginnt Godfrey in den Grafschaften Englands unter Einsatz von Gewalt und mithilfe französischer Söldner Steuern einzufordern.
Zunächst nimmt Robin davon nichts wahr. Er erreicht sicher Nottingham, wo er nicht nur Sir Walter Loxley vom Tod seines Sohnes berichten muss, sondern auch Roberts Witwe Marion Loxley kennenlernt. Sir Walter Loxley bittet Robin daraufhin, sich als sein verstorbener Sohn Robert Loxley auszugeben, um zu verhindern, dass die andernfalls als Witwe geltende Marion enteignet wird. Robins nun offizielle Ehefrau ist davon anfangs wenig angetan, willigt aber gezwungenermaßen ein.
Von Sir Walter erfährt Robin, dass sein Vater, ein Steinmetz, vor vielen Jahren für eine Verschwörung der Barone eine Charta verfasste, in der grundlegende Freiheitsrechte gefordert wurden. Die Verschwörung scheiterte, Robins Vater wurde hingerichtet – aber die Charta mit einer Liste der Namen der Barone hat in einem Versteck überdauert.
Der neue Schatzkanzler Godfrey lässt inzwischen nach Robin Longstride suchen, da er ihn als Zeugen des gescheiterten Attentats aus dem Weg schaffen will. Als er erfährt, dass Robin sich unter dem neuen Namen Loxley in Nottingham befindet, bricht er mit seinen Söldnern dorthin auf, um ihn zu ermorden.
Unterdessen erheben sich die Barone gegen König John, da ihre Grafschaften unter der Wirtschaftspolitik des Königs leiden und zusätzlich durch Godfreys marodierende, als königliche Steuereintreiber getarnte Söldner bedrängt werden. William Marshal, der Godfrey beobachten ließ, weiß mittlerweile von dessen Doppelspiel und kann auch die Königsmutter überzeugen. Diese wiederum erinnert Isabella an ihre Pflicht als Königin, den König über den Verrat Godfreys zu informieren.
Von Godfrey verraten und von den Baronen bedrängt, stimmt John einem Treffen mit letzteren zu. Dort wird John, auch durch eine Rede Robins, überzeugt, gemeinsam gegen Godfrey vorzugehen, zumal dieser weiter mit Philipp von Frankreich konspiriert. Als Gegenleistung stimmt John zu, die Charta zu unterzeichnen, obwohl sie die uneingeschränkte Macht des Königs empfindlich beschneidet. In der Zwischenzeit erreichen Godfrey und seine Männer Nottingham, wo sie die verbliebenen Männer, darunter auch Sir Walter, töten, die Frauen und Kinder des Dorfes in eine Scheune sperren und diese anzünden. Robin kommt gerade noch rechtzeitig, um das Massaker zu verhindern, kann aber Godfrey wieder nicht fassen.
Godfrey reitet weiter, zur Küste, wo die Truppen Philipps landen. Auch die englische Armee unter John, Marshal und Robin trifft ein; es kommt zu einer blutigen Schlacht, in der es gelingt, die Invasoren zurückzuschlagen. Auch Marion nimmt, als Ritter verkleidet, an der Schlacht teil. Als sich die Niederlage abzeichnet, kehrt Philipp um. Godfrey versucht zu flüchten, wird aber von Robin durch einen Pfeil aus großer Entfernung in den Hals getroffen und getötet.
Robin wird als Held gefeiert, was die Missgunst von König John heraufbeschwört. In der Anwesenheit der Barone, die darauf warten, dass John die Charta unterzeichnet, verbrennt John diese und erklärt Robin, der sich nun Robin Hood nennt, für gesetzlos. Robin, Marion und zahlreiche Menschen ziehen sich in den Sherwood Forest zurück.

## Hintergrundinformationen

### Produktion

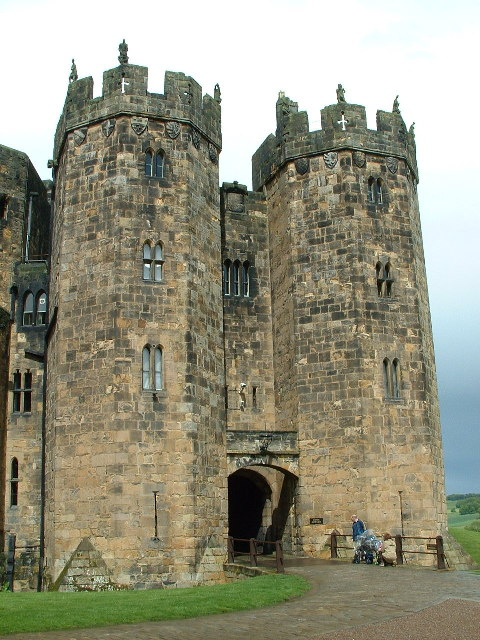
Alnwick Castle

Die Dreharbeiten des Films fanden mit einem Budget von 130 Millionen US-Dollar zwischen April und August 2009 überwiegend in der Grafschaft Northumberland im Norden Englands statt. Einer der Drehorte war Alnwick Castle, das auch in den ersten beiden Harry-Potter-Adaptionen (von 2001 und 2002) als Hogwarts-Kulisse diente, sowie der Strand bei Bamburgh, an dem eine der Actionsequenzen des Films entstand. Sherwood Forest wurde im Kielder Forest rekonstruiert, einem Waldstück, in dem Regisseur Scott und Hauptdarsteller Crowe bereits im Jahr 2000 Szenen des Films Gladiator gedreht hatten. Eines der wichtigsten Sets, Nottingham Village, wurde auf einem privaten Anwesen in der Nähe von Guildford in Surrey aufgebaut.
Der Rammbock, der während der Dreharbeiten im Bourne Wood in Surrey zum Einsatz kam, wurde von Russell Crowe als Spende dem gemeinnützigen Verein The Clanranald Trust for Scotland zur Verfügung gestellt. „Rosie“, so heißt der Rammbock mit Spitznamen, hat einen Wert von 60.000 £ und kommt dem Projekt des Trusts, einem Nachbau eines befestigten mittelalterlichen Dorfes, zugute. Das Dorf heißt Duncarron und liegt am Carron Valley Reservoir in der Nähe der schottischen Stadt Stirling.
Ursprünglich war Sienna Miller für die Rolle der Marion engagiert. Sie wurde jedoch kurz vor Beginn der Dreharbeiten durch Cate Blanchett ersetzt.

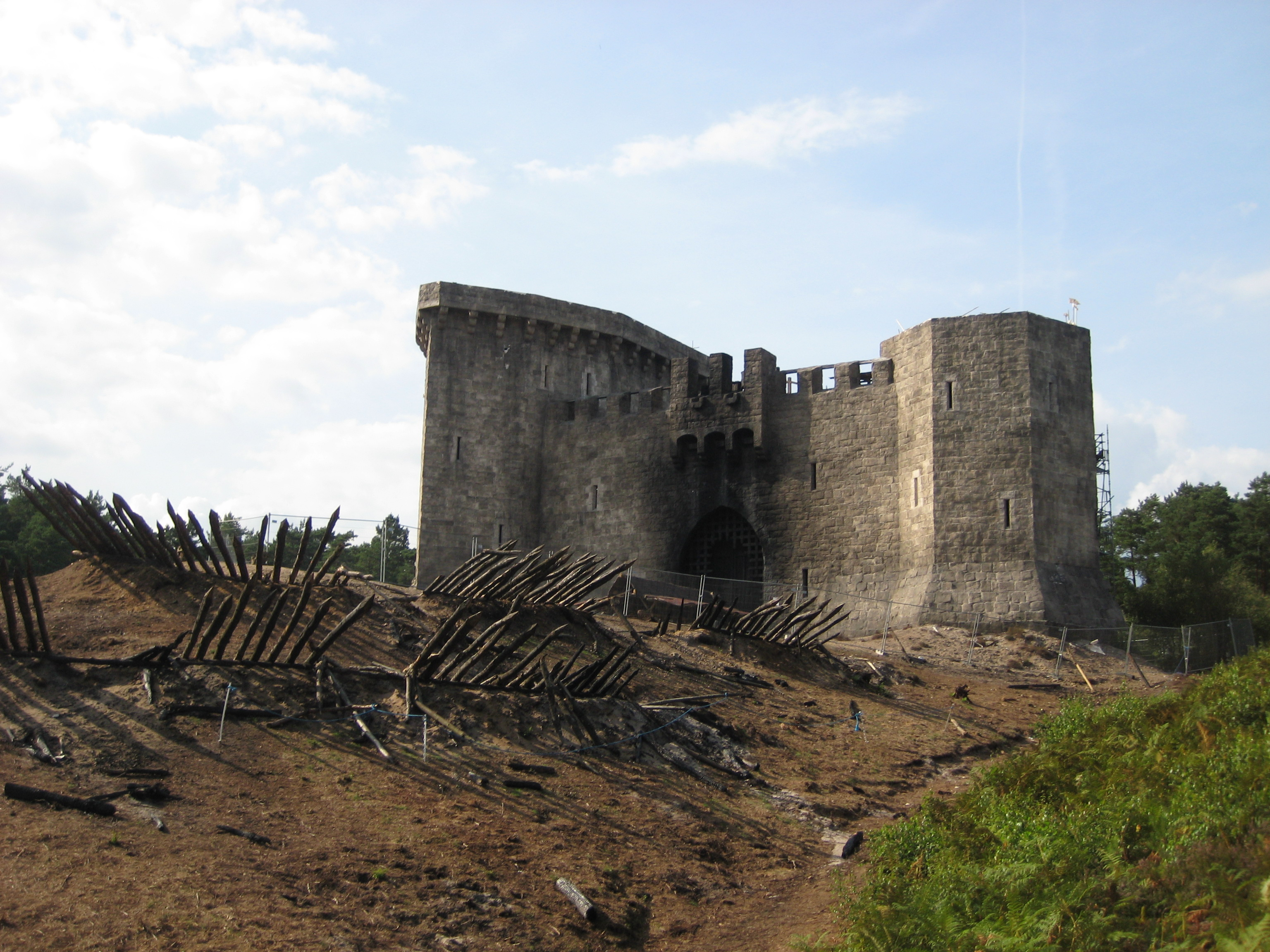
Außenkulisse des Château de Châlus-Chabrol in England

Die Dreharbeiten für die Anfangssequenz zur Belagerung von Castle Châlus fanden im Bourne Wood in Farnham, Surrey, statt.

### Veröffentlichung
Der Film kam am 13. Mai 2010 in die deutschen Kinos und spielte weltweit über 300 Millionen US-Dollar ein.
Am 23. September desselben Jahres wurde der Film auf DVD und Blu-ray als 16 Minuten länger als die Kinofassung dauernder Director’s Cut veröffentlicht.
Die Free-TV-Premiere im deutschsprachigen Raum fand am 25. Dezember 2012 um 20:15 Uhr auf ORF eins statt, der Schweizer Sender SF 2 strahlte den Film bereits am 28. April desselben Jahres aus. In Deutschland zeigte das ZDF den Film am 29. Dezember 2012 erstmals im Free-TV.

### Synchronisation
| Rolle                         | Darsteller        | Deutsche Synchronisation |
| ----------------------------- | ----------------- | ------------------------ |
| Robin Hood / Robin Longstride | Russell Crowe     | Martin Umbach            |
| Lady Marion Loxley            | Cate Blanchett    | Arianne Borbach          |
| Sir Walter Loxley             | Max von Sydow     | Jürgen Thormann          |
| Sheriff von Nottingham        | Matthew Macfadyen | Benjamin Völz            |
| William Marshal               | William Hurt      | Wolfgang Condrus         |
| Sir Godfrey                   | Mark Strong       | Tom Vogt                 |
| Bruder Tuck                   | Mark Addy         | Lutz Schnell             |
| Little John                   | Kevin Durand      | Dennis Schmidt-Foß       |
| Richard Löwenherz             | Danny Huston      | Klaus-Dieter Klebsch     |
| Sir Robert Loxley             | Douglas Hodge     | Torsten Michaelis        |
| Will Scarlet                  | Scott Grimes      | Bernhard Völger          |
| Prinz John / Johann Ohneland  | Oscar Isaac       | Alexander Doering        |
| Isabella von Angoulême        | Léa Seydoux       | Julia Stoepel            |
| Französischer Kapitän         | David Bertrand    | Frédéric Vonhof          |

### Historische Informationen
Der Film greift folgende Geschehnisse der englischen bzw. englisch-französischen Geschichte aus der Zeit um 1200 auf:
- Den Tod von Richard Löwenherz im April 1199 in einem Konflikt mit dem von ihm lehensabhängigen, aber rebellischen französischen Grafen Adémar V. von Limoges. Dies geschah allerdings nicht auf dem Rückweg vom Dritten Kreuzzug, aus dem Richard schon 1194 zurückgekehrt war. Während der Belagerung der Burg Châlus wurde Richard Löwenherz am frühen Abend des 25. März von einem Armbrustbolzen oder Pfeil getroffen. Er starb zwölf Tage später am 6. April 1199 in den Armen seiner Mutter im Alter von 41 Jahren in Châlus. Im Film befindet sich des Königs Mutter am Hofe von Richards Bruder Johann in England.
- Den langanhaltenden Konflikt zwischen dem französischen König Philipp II. und dem Haus Plantagenet.
- Die politisch extrem ungeschickte Heirat von Johann Ohneland mit der französischen Prinzessin Isabella von Angoulême im Sommer 1200, die Philipp II. einen Vorwand für einen Angriff auf Johann lieferte. Diese Auseinandersetzung fand allerdings auf dem französischen Festland statt, wo Johann 1200 bis 1202 tatsächlich einige Siege erringen konnte, bevor 1202 bis 1204 Philipp Siege in den kontinentalen Besitzungen der Plantagenets, dem sog. angevinischen Reich errang.
- Den Aufstand der englischen Barone gegen Johann, der 1215 in der Unterzeichnung der Magna Carta gipfelte.
- In der Filmfigur des William Marshal werden Elemente aus dem Leben von William Marshal, 1. Earl of Pembroke, einem Mitglied des Kronrates während der Abwesenheit Richards, und dem seines Sohnes William Marshal, 2. Earl of Pembroke, zusammengefasst.

## Kritik
„Aufwändiger Abenteuerfilm, der den bislang vorherrschenden Robin-Hood-Mythos phasenweise konterkariert, indem er einen desillusioniert-grimmigen Blick auf eine Zeit brachialer Schlachten und politischer Ungerechtigkeiten wirft. Dramaturgisch zwar weniger dicht als frühere Filme Ridley Scotts, unterhält er durch seinen freien epischen Atem, den ambivalenten Umgang mit den Schlachtspektakeln sowie den stimmigen politischen Subtext.“

„Wer von Ridley Scott und seiner Handschrift noch nicht genug hat, dem wird Robin Hood sicherlich gefallen. Der Film ist groß, laut und hat einen gewissen Charme. Warum man allerdings 140 Minuten Leinwandzeit für die Geschichte braucht, ist unklar, denn gerade im Mittelteil hätte es deutlich zügiger gehen können. Hinzu kommen einige kleinere Mankos, über die man zwar hinwegsehen kann, aber bei einem solchen Budget nicht muss.“

„Die politischen Probleme dieser Figur [eines Robin Hoods, der gegen äußere Feinde kämpft] finden ihr Gegenstück in der ästhetischen Unentschiedenheit des Films. Hatte Ridley Scott zehn Jahre zuvor in Gladiator, in dem ebenfalls Russell Crowe die Hauptrolle spielte, brillante visuelle Lösungen für die mörderische Degeneration des römischen Imperiums gefunden, gibt es in Robin Hood keinerlei wirkmächtige Szenen, die den zentralen Konflikt versinnbildlichen. […] In Robin Hood läuft Scotts augenscheinliches Talent, die historische Szenerie visuell zu modernisieren, ins Leere. Als die Franzosen sich der englischen Küste mit Landungsbooten nähern, die denen des D-Day nachempfunden sind, erkennt man zwar den filmischen Salut an Steven Spielbergs Saving Private Ryan (1998, dt. Der Soldat James Ryan) – handlungsintern macht es allerdings keinen Sinn, den hinterlistigen Franzosen die Optik der opfermutigen Alliierten von 1944 zu verleihen, die im Begriff sind, den europäischen Kontinent vom Nationalsozialismus zu befreien. Letztlich findet Ridley Scott für Robin Hood keine überzeugende Bildsprache, weil seine Konzeption der Figur nicht konsequent genug ist, weil er keine klare Vorstellung davon hat, welchen Robin er eigentlich haben will.“